# Corallina vancouveriensis
Corallina vancouveriensis Yendo, 1902  é o nome botânico  de uma espécie de algas vermelhas pluricelulares do gênero Corallina.
- São algas marinhas encontradas no Alasca, Ilhas Aleutas, Baixa Califórnia, Columbia Britânica, Califórnia, México, Oregon e Washington.

## Sinonímia
- Corallina vancouveriensis f. densa Yendo, 1902
- Corallina gracilis f. densa F.S. Collins, 1906
- Corallina gracilis var. lycopodioides W.R. Taylor, 1945
- Corallina vancouveriensis var. aculeata (Yendo) Dawson, 1953
- Corallina vancouversensis var. lycopodioides (W.R. Taylor) E.Y. Dawson, 1953